# Takamori (Nagano)
Takamori (高森町?) è una cittadina giapponese della prefettura di Nagano.